# Најбољи српски глумци и глумице према Вечерњим новостима
Списак Најбољих српских глумаца и глумица су саставиле Вечерње новости 2000. године, на основу вишемесечне анкете. Ово је једини списак најбољих филмских звезда икада направљен у Србији, а на идеју да се тако нешто уради дошло је захваљујући листи највећих америчких глумаца, која је изашла годину дана раније.
| 1. Мира Ступица (1923—2016) 2. Милена Дравић (1940—2018) 3. Оливера Марковић (1925—2011) 4. Радмила Савићевић (1926—2001) 5. Мира Бањац 6. Ружица Сокић (1934—2013) 7. Сека Саблић 8. Светлана Бојковић 9. Тања Бошковић 10. Неда Арнерић (1953—2020) 11. Рахела Ферари (1911—1994) 12. Ева Рас 13. Радмила Живковић (1953—2024) 14. Љиљана Стјепановић 15. Рената Улмански 16. Снежана Савић 17. Весна Чипчић 18. Мирјана Карановић 19. Весна Тривалић 20. Даница Максимовић 21. Соња Савић (1961—2008) 22. Горица Поповић 23. Љиљана Драгутиновић 24. Аница Добра 25. Љиљана Благојевић 26. Дара Џокић 27. Јелица Сретеновић 28. Наташа Нинковић 29. Бранка Катић 30. Вера Чукић 31. Дубравка Мијатовић 32. Злата Петковић (1954—2012) 33. Љиљана Лашић 34. Ксенија Јовановић (1928—2012) 35. Станислава Пешић (1941—1997) 36. Маја Сабљић 37. Рада Ђуричин (1934—2024) 38. Оливера Катарина 39. Ђурђија Цветић (1942—2015) 40. Олга Одановић 41. Гордана Ђурђевић-Димић 42. Нада Блам 43. Ивана Михић 44. Жижа Стојановић (1930—2025) 45. Милица Милша 46. Исидора Минић 47. Анита Манчић 48. Катарина Жутић 49. Нела Михаиловић 50. Мелита Бихали (1938—2023) | 1. Зоран Радмиловић (1933—1985) 2. Павле Вуисић (1926—1988) 3. Александар Берчек 4. Мија Алексић (1923—1995) 5. Миодраг Петровић Чкаља (1924—2003) 6. Велимир — Бата Живојиновић (1933—2016) 7. Љуба Тадић (1929—2005) 8. Петар Краљ (1941—2011) 9. Данило Бата Стојковић (1934—2002) 10. Драган Николић (1943—2016) 11. Ташко Начић (1934—1993) 12. Стево Жигон (1926—2005) 13. Драгомир Бојанић Гидра (1933—1993) 14. Милош Жутић (1939—1993) 15. Михајло Бата Паскаљевић (1923—2004) 16. Бора Тодоровић (1929—2014) 17. Раде Марковић (1921—2010) 18. Љубиша Самарџић (1936—2017) 19. Властимир Ђуза Стојиљковић (1929—2015) 20. Лазар Ристовски 21. Беким Фехмију (1936—2010) 22. Бранко Плеша (1926—2001) 23. Петар Божовић 24. Никола Симић (1934—2014) 25. Милан Гутовић (1946—2021) 26. Воја Брајовић 27. Славко Штимац 28. Предраг Мики Манојловић 29. Јован Јанићијевић Бурдуш (1932—1992) 30. Жарко Лаушевић (1960—2023) 31. Срђан Тодоровић 32. Данило Лазовић (1951—2006) 33. Бранимир Брстина 34. Богдан Диклић 35. Радош Бајић 36. Јосиф Татић (1946—2013) 37. Зоран Цвијановић 38. Живојин Жика Миленковић (1928—2008) 39. Драган Бјелогрлић 40. Марко Николић (1946—2019) 41. Власта Велисављевић (1926—2021) 42. Милорад Мандић Манда (1961—2016) 43. Миленко Заблаћански (1955—2008) 44. Предраг Ејдус (1947—2018) 45. Иван Бекјарев (1946—2020) 46. Никола Којо 47. Бранислав Лечић 48. Бранко Цвејић (1946—2022) 49. Михаило Јанкетић (1938—2019) 50. Небојша Глоговац (1969—2018) |